# Don't Wanna Know
"Don't Wanna Know" é uma canção da banda americana de pop rock Maroon 5, contendo vocais do rapper americano Kendrick Lamar. A canção foi lançada em 11 de outubro de 2016, como o primeiro single do sexto álbum de estúdio da banda, Red Pill Blues (2017). A música alcançou o top 10 em mais de 15 países, incluindo a sexta posição nos Estados Unidos. Apesar de seu sucesso comercial, foi descartado da edição padrão do álbum e, em vez disso, foi incluído como uma faixa bônus na edição deluxe.

## Composição
"Don't Wanna Know" está escrito na tonalidade de mi menor, em tempo comum, com um ritmo de tempo de 100 batimentos por minuto. A canção segue uma progressão de acordes de CMaj7 - D6  - Em7  - Bm/E, e os vocais de Levine variam de D4 a C6.

## Recepção
Mike de Waas da Idolator afirmou que "não há nada de incrível ou excessivo sobre o produto finalizado. Na verdade, este é um caso de que menos é mais. [Don't Wanna Know] refresca o som do Maroon 5, onde tem HAM na repetição (o hitmarking popular em torno do ano de 2016) — tudo menos garante à banda um grande sucesso no processo. O verso de Kendrick parece uma reflexão tardia, mas, além disso, isso é difícil de culpar".

## Videoclipe
Em 14 de outubro de 2016, um videoclipe para canção sem Kendrick Lamar foi lançado. O vídeo foi dirigido por David Dobkin (que também dirigiu o clipe da canção "Sugar" da banda) estreou no The Today Show. O vídeo foi lançado no YouTube mais tarde naquele dia. O vídeo é uma paródia do jogo de realidade aumentada Pokémon GO. No vídeo, Adam Levine está vestido como um inseto que lida com desgosto em relação a um outro inseto, interpretado por Sarah Silverman. Amanda Cerny, Shaquille O'Neal, Ed Helms e Vince Vaughn também fazem aparições no clipe.

## Pessoal
Maroon 5
- Adam Levine – vocais e vocais de apoio, composição
- James Valentine – guitarra, vocais de apoio
- PJ Morton – teclados, sintetizador, vocais de apoio
- Matt Flynn – bateria eletrônica, percussão
- Jesse Carmichael - teclados, guitarra, vocais de apoio
- Mickey Madden - baixo

Músicos adicionais
- Kendrick Lamar – rapper (artista convidado)